# Gaston Martens
Gaston Abel Marie Martens (Zulte, 24 april 1883 – Deinze, 10 mei 1967) was een Vlaams toneelschrijver en atleet.

## Levensloop

### Atleet
Martens behaalde in zijn jonge jaren successen als sportman. Zijn specialiteit was het verspringen; in deze discipline werd hij viermaal Belgisch kampioen en was hij van 1905 tot 1919 ook Belgische recordhouder. Hij haalde ook twee medailles op de Belgische kampioenschappen atletiek in het kogelstoten.

### Brouwerij
Als jongeman was Martens tewerkgesteld in Brouwerij Anglo-Belge van zijn vader Ernest. Hij bezocht regelmatig volkse cafés en vond er de stof voor zijn toneelstukken.

### Toneel
Martens werk gaat voornamelijk over het wel en wee van de kleine Vlaamse man in de Leiestreek. In Vlaanderen werden de stukken van Martens zeer populair bij de gewone man, maar er kwam ook kritiek op het volkse karakter ervan.
In 1937 verhuisde Martens naar het zuiden van Frankrijk, waar hij een perzikplantage uitbaatte. Gedurende deze periode schreef hij geen nieuwe toneelstukken meer maar vertaalde hij wel enkele van zijn werken in het Frans. Zijn vertaling van zijn toneelstuk De Paradijsvogels werd een succes in Frankrijk: het werd in Parijs vierhonderd maal opgevoerd in twee jaar tijd. In 1945 keerde hij naar Vlaanderen terug.
De daaropvolgende decennia was Martens de meest gespeelde auteur in de grote Vlaamse schouwburgen.
Zijn toneelstuk De Paradijsvogels werd in 1979 door de toenmalige BRT gebruikt als inspiratie voor de gelijknamige televisieserie met in de hoofdrollen Jef Burm, Ward De Ravet, Anton Peters en Marijn Devalck.
Ook in het buitenland had het toneelstuk succes: De Paradijsvogels werd opgevoerd in tal van landen, tot in de Verenigde Staten toe. In Frankrijk kwam ook een verfilming onder de titel Les gueux aux paradis, met in de hoofdrollen Raimu en de populaire komisch acteur Fernandel. Ook het Dorp der mirakelen kende enig succes in het buitenland.
Gaston Martens werd begraven op het kerkhof van Deurle.
André De Poorter schreef het boek Gaston Martens en zijn paradijsvogels.

## Atletiekprestaties

### Belgische kampioenschappen
| onderdeel   | jaar                   |
| ----------- | ---------------------- |
| verspringen | 1905, 1906, 1907, 1908 |

### Persoonlijke records
| Onderdeel   | Prestatie | Datum | Plaats |
| ----------- | --------- | ----- | ------ |
| verspringen | 6,55 m    |       |        |

### Palmares

#### verspringen
- 1905:  BK AC - 6,30 m
- 1906:  BK AC - 6,37 m
- 1907:  BK AC - 6,45 m
- 1908:  BK AC - 6,45 m

#### kogelstoten
- 1907:  BK AC - 10,89 m
- 1908:  BK AC - 11,13 m